# Prestige Sports Cars
Prestige Sports Cars war ein britischer Hersteller von Automobilen.

## Unternehmensgeschichte
Alan Milford, der bereits Erfahrungen mit Kit Cars von Silhouette Cars und Auto Build Services gesammelt hatte, gründete 1994 das Unternehmen in Ringwood in der Grafschaft Hampshire. Er begann mit Unterstützung von Nick Homewood mit der Produktion von Automobilen und Bausätzen. Der Markenname lautete Prestige. 1995 endete die Produktion. Insgesamt entstanden etwa fünf Exemplare.
Kit Performance Vehicles aus Durham unter Leitung von Steven Potter erwarb die Bauformen und versuchte 1999, Fahrzeuge anzubieten, stellte aber nur einen Prototyp her.

## Fahrzeuge
Im Angebot standen Nachbildungen des Lamborghini Countach, wie sie zuvor Auto Build Services herstellte. Der Denaro war die Ausführung als Coupé und fand zwei Käufer. Von der offenen Variante Monaco entstanden etwa drei Exemplare. Die Basis bildete ein Spaceframe-Rahmen. Die vordere Radaufhängung kam vom Ford Granada und die Lenkung von Ford. Verschiedene Vierzylindermotoren, V6-Motoren und V8-Motoren standen zur Wahl.